# Il culto degli oceani
Il culto degli oceani (Oceanic) è un romanzo breve di fantascienza dello scrittore australiano Greg Egan, pubblicato nel 1998. In Italia il romanzo è stato pubblicato anche con il titolo originale, Oceanic.
L'opera ha vinto alcuni importanti premi letterari di fantascienza, tra cui il Premio Hugo e il Premio Locus.

## Storia editoriale
Il romanzo breve è stato pubblicato per la prima volta nel mese di agosto del 1998 nella rivista Asimov's Science Fiction, successivamente ripubblicata in varie raccolte, tra cui Oceanic del 2009.
Nel 1999 l'opera ha vinto il Premio Hugo per il miglior romanzo breve, il Premio Locus per il miglior romanzo breve e il premio Asimov's Reader Poll per la stessa categoria, aggiudicandosi nel 2001 il Premio Seiun per il miglior romanzo breve straniero pubblicato in Giappone in quell'anno.

## Trama
(Greg Egan, Il culto degli oceani)
La vita sul pianeta Covenant ha avuto origine circa ventimila anni prima, a seguito della terraformazione operata dai mitici e immortali "Angeli" provenienti dalla Terra dopo un mitico viaggio chiamato l'"Attraversamento". Gli Angeli sono stati convinti dalla Santa Beatrice a rinunciare alla loro immortalità. Anche Beatrice è diventata mortale e il suo sacrificio ha dato origine a una millenaria religione che ha permeato la cultura degli abitanti di Covenant che devono agli Angeli la loro creazione che ha avuto origine dall'ecopoiesi da questi avviata sul pianeta. Gli abitanti si dividono in "acqualiberi" che vivono sugli oceani a bordo di barche biologiche e i "terricoli" che vivono invece sulla terraferma.
Martin è un giovane acqualibero appartenente, insieme ai genitori, alla religione Transizionale che afferma che l'Uomo sia destinato a diventare "Angelo", creatura immortale e priva di forma. Il fratello, Daniel, appartiene alla Chiesa Profonda che, al contrario crede che l'Uomo sia destinato a rimanere mortale. Entrambe le religioni sono devote a Dio e alla sua figlia Beatrice. Daniel contesta al fratello di non aver accolto in sé Beatrice e lo convince a sottostare al rito di passaggio dei transizionalisti, ossia gettarsi in acqua legato ad una cima con dei pesi attaccati ai piedi e affidarsi al fratello che lo avrebbe recuperato in extremis. Daniel si tuffa e proprio quando sta per affogare, viene pervaso da un'estasi mistica: mentre viene riportato a galla dal fratello, si convince che Beatrice stessa sia intervenuta per salvarlo e che da quel momento la sua vita sia votata alla Santa.
Martin si iscrive all'università di in una città sulla terraferma lontano dalla famiglia. Si laurea in biologia, specializzandosi in ecopoiesi, conducendo ricerche sui primi batteri introdotti dagli Angeli su Covenant. La sua fede inizia a vacillare quando la madre muore, nonostante le sue preghiere a Beatrice e ha il definitivo crollo quando nuovi studi ricollegano l'estasi mistica che i fedeli della Chiesa Profonda hanno durante l'immersione, a un'ammina allucinogena prodotta come scarto del metabolismo di alcuni batteri acquatici.

## Edizioni
- (EN) Greg Egan, Oceanic, in Asimov's Science Fiction, XX-8, Norwalk, Dell Magazines, agosto 1998.
- (EN) Greg Egan, Oceanic, in The Year's Best Science Fiction: Sixteenth Annual Collection, New York, St. Martin's Press, 1999.
- Greg Egan, Il culto degli oceani, in Piergiorgio Nicolazzini (a cura di), Strani universi 2, traduzione di Luca Landoni, Cosmo. Collana di Fantascienza, n. 302, Milano, Editrice Nord, 1999, ISBN 88-429-1101-1.
- (DE) Greg Egan, Ozeanisch, in Asimovs Science Fiction 54. Folge, traduzione di Michael Siefener, Heyne Science Fiction & Fantasy, n. 6345, Monaco di Baviera, Heyne, 2000, ISBN 978-3-453-16195-5.
- (FR) Greg Egan, Océanique, in Bifrost, n. 20, Senna e Marna, Le Bélial, 2000, ISBN 978-2-913039-12-4.
- Greg Egan, Il culto degli oceani, in I Premi Hugo 1999-2001, traduzione di Luca Landoni, Grandi Opere Nord, n. 34, Milano, Editrice Nord, 2002, ISBN 88-429-1232-8.
- Greg Egan, Oceanic, traduzione di Viviana Viviani, Odissea Fantascienza, n. 6, Milano, Delos Books, 2006, ISBN 88-890-9630-6.
- (FR) Greg Egan, Océanique, in Océanique, Senna e Marna, Le Bélial, 2009, ISBN 978-2-84344-094-6.